# Capelopterum betulus
Capelopterum betulus är en insektsart som beskrevs av Ronald Gordon Fennah 1950. Capelopterum betulus ingår i släktet Capelopterum och familjen sköldstritar. Inga underarter finns listade i Catalogue of Life.